# Micromus cookeorum
Micromus cookeorum is een insect uit de familie van de bruine gaasvliegen (Hemerobiidae), die tot de orde netvleugeligen (Neuroptera) behoort. 
Micromus cookeorum is voor het eerst wetenschappelijk beschreven door Zimmerman in 1946.